# Вотерфорд
Вотерфорд (англ. Waterford; ірл. Bhruachbhailte Phort Láirge, «порт Ларага») — місто на півдні Ірландії, традиційно було столицею однойменного графства, але нині отримало статус самостійної адміністративної одиниці рівня графства. Населення 51,5 тис. чоловік (2011) — це п'яте за величиною місто Ірландії.
Площа міста становить — 41,6 км².
Вотерфорд у 914 році став першим містом, заснованим в Ірландії вікінгами.
За 9 кілометрів на південний схід від міста розташований аеропорт Вотерфорд.
У Фотерфорді діє Вотерфордський музей скарбів.
У місті є 21 початкова школа і 9 середніх шкіл.

## Клімат
Місто знаходиться у зоні, котра характеризується морським кліматом. Найтепліший місяць — липень із середньою температурою 15.6 °C (60 °F). Найхолодніший місяць — січень, із середньою температурою 5.6 °С (42 °F).
| Клімат Вотерфорда       | Клімат Вотерфорда | Клімат Вотерфорда | Клімат Вотерфорда | Клімат Вотерфорда | Клімат Вотерфорда | Клімат Вотерфорда | Клімат Вотерфорда | Клімат Вотерфорда | Клімат Вотерфорда | Клімат Вотерфорда | Клімат Вотерфорда | Клімат Вотерфорда | Клімат Вотерфорда |
| Показник                | Січ.              | Лют.              | Бер.              | Квіт.             | Трав.             | Черв.             | Лип.              | Серп.             | Вер.              | Жовт.             | Лист.             | Груд.             | Рік               |
| Абсолютний максимум, °C | 13                | 15                | 20                | 21                | 25                | 27                | 30                | 27                | 24                | 22                | 17                | 15                | 30                |
| Середній максимум, °C   | 8                 | 8                 | 10                | 12                | 15                | 17                | 19                | 19                | 17                | 13                | 10                | 8                 | 13                |
| Середня температура, °C | 5                 | 5                 | 6                 | 8                 | 11                | 13                | 15                | 15                | 13                | 10                | 7                 | 5                 | 9                 |
| Середній мінімум, °C    | 2                 | 2                 | 3                 | 5                 | 7                 | 10                | 11                | 11                | 10                | 7                 | 4                 | 3                 | 6                 |
| Абсолютний мінімум, °C  | −8                | −7                | −6                | −3                | 0                 | 2                 | 5                 | 4                 | 1                 | −2                | −6                | −8                | −8                |
| Норма опадів, мм        | 90                | 80                | 60                | 60                | 50                | 60                | 80                | 90                | 60                | 100               | 90                | 110               | 990               |
| Днів з дощем            | 9                 | 8                 | 6                 | 6                 | 6                 | 6                 | 7                 | 8                 | 6                 | 8                 | 8                 | 10                | 95                |
| Вологість повітря, %    | 91                | 90                | 89                | 83                | 83                | 82                | 84                | 87                | 89                | 91                | 92                | 91                | 88                |
| ----------------------- | ----------------- | ----------------- | ----------------- | ----------------- | ----------------- | ----------------- | ----------------- | ----------------- | ----------------- | ----------------- | ----------------- | ----------------- | ----------------- |
| Джерело: Weatherbase    |                   |                   |                   |                   |                   |                   |                   |                   |                   |                   |                   |                   |                   |

## Демографія
Населення — 49 213 осіб (за даними перепису 2006 року). У 2002 році кількість населення становила 46 736 осіб. До то́го ж, населення всередині міської межі (ірл. limistéar dlíthiúil) становило 45 748, населення передмість (ірл. purláin) — 3465.
Дані перепису 2006 року:
| Загальні демографічні показники |               |                            |                            |           |       |
| Усе населення                   | Усе населення | Зміни показників 2002—2006 | Зміни показників 2002—2006 | 2006      | 2006  |
| 2002                            | 2006          | чоловік                    | %                          | чоловіків | жінок |
| 46 736                          | 49 213        | 2477                       | 5,3                        | 24297     | 24916 |

| Релігія (Тема 2 — 5 : Число людей за релігіями, 2006) |             |              |             |            |        |        |
| Католики, чол.                                        | Католики, % | Інша релігія | Без релігії | не вказано | разом  | 2006   |
| 42 560                                                | 86,5        | 3483         | 1886        | 1284       | 49 213 | 49 213 |

| Етно-расовий склад (Етнічність. Тема 2 — 3 : Постійне населення за етнічним або культурним походженням, 2006) |            |           |                               |        |      |            |        |        |
| Білі ірландці                                                                                                 | Лухт-шулта | Інші білі | Темношкірі або чорні ірландці | Азіати | Інші | Не вказано | разом  | 2006   |
| 41 924 | 306        | 2989      | 919                           | 638    | 524  | 1247       | 48 547 | 49 213 |
| Доля від усіх, хто відповідав на питання, %                                                                   |            |           |                               |        |      |            |        |        |
| 86,4 | 0,6        | 6,2       | 1,9                           | 1,3    | 1,1  | 2,6        | 100    | 98,61  |

1 — доля тих, хто відповідав на питання про мову, від усього населення.
| Володіння ірландською мовою (Тема 3 — 1 : Число людей від 3 років і старших за здатністю розмовляти ірландською, 2006) |        |            |        |        |
| Чи розмовляєте Ви ірландською?                                                                                         |        |            |        |        |
| Так | Ні     | Не вказано | разом  | 2006   |
| 18 381 | 26 943 | 1779       | 47 103 | 49 213 |
| Доля від усіх, хто відповідав на питання про мову, %                                                                   |        |            |        |        |
| 39,0 | 57,2   | 3,8        | 100    | 95,71  |

1 — доля тих, хто відповідав на питання про мову, від усього населення.
| Вживання ірландської мови (Тема 3 — 2 : Ті, хто розмовляє ірландською, від 3 років і старші за частотою вживання ірландської мови, 2006) |                                                  |                                       |                                       |                                       |                                       |                                       |        |                                         |        |
| Як часто і де Ви розмовляєте ірландською?                                                                                                |                                                  |                                       |                                       |                                       |                                       |                                       |        |                                         |        |
| щодня, тільки в освітніх закладах | щоденно, як в освітніх закладах, так і поза ними | в інших місцях (поза системою освіти) | в інших місцях (поза системою освіти) | в інших місцях (поза системою освіти) | в інших місцях (поза системою освіти) | в інших місцях (поза системою освіти) | разом  | усього, відповідали на питання про мову | 2006   |
| щодня, тільки в освітніх закладах | щоденно, як в освітніх закладах, так і поза ними | щодня                                 | щотижня                               | рідше                                 | ніколи                                | не вказано                            | разом  | усього, відповідали на питання про мову | 2006   |
| 4926 | 107                                              | 327                                   | 947                                   | 6406                                  | 5363                                  | 305                                   | 18 381 | 47 103                                  | 49 213 |
| Доля від усіх, хто відповідав на питання про мову, %                                                                                     |                                                  |                                       |                                       |                                       |                                       |                                       |        |                                         |        |
| 10,5 | 0,2                                              | 0,7                                   | 2,0                                   | 13,6                                  | 11,4                                  | 0,6                                   | 39,0   | 100                                     |        |

| Типи приватного життя (Тема 6 — 1(a): Число приватних домоволодінь за типом розміщення, 2006) |          |         |                   |            |        |        |
| Окремий будинок                                                                               | Квартира | Кімната | Переносні будинки | не вказано | разом  | 2006   |
| 15 775                                                                                        | 1848     | 113     | 20                | 592        | 18 348 | 49 213 |

## Уродженці
- Джим Беглін (*1963) — ірландський футболіст, захисник.

- Браян Мерфі (* 1983) — ірландський футболіст,

## Міста-побратими
- Сент-Джонс, Канада
- Рочестер (Нью-Йорк), США
- Сен-Ерблен, Франція